# 1882
1882 (MDCCCLXXXII) byl rok, který dle gregoriánského kalendáře započal nedělí.

## Události

### Česko
- 18. června – V Praze se konal jubilejní sjezd sokolských jednot, později označovaný jako I. všesokolský slet. Účastnilo se ho 1 600 sokolů.
- 25. června – V Lanškrouně byl odhalen pomník císaře Josefa II.
- 4. října – provedena reforma volebního řádu do říšské rady, která snížila v kurii městských a venkovských obcí volební census z 10 na 5 zlatých přímých daní
- 5. listopadu – Na pražském Žofíně poprvé zaznělo souborné provedení Mé vlasti Bedřicha Smetany
- Univerzita Karlova (Karlo-Ferdinandova univerzita) byla rozdělena na českou a německou
- Německé městské divadlo v Brně bylo jako první v Evropě osvětleno Edisonovými žárovkami
- vznikla Vinařsko-ovocnická škola v Mělníku na základě výnosu zemského výboru Království českého číslo 35932 z 29. listopadu. Vznikla jako první škola tohoto typu s českým vyučovacím jazykem na území tehdejšího Rakouska-Uherska.
- V Obřím prameni v Lahošti u Duchcova byl objeven tzv. Duchcovský poklad – velký depot bronzových spon, náramků aj. z doby okolo poloviny 4. století př. n. l.

### Svět

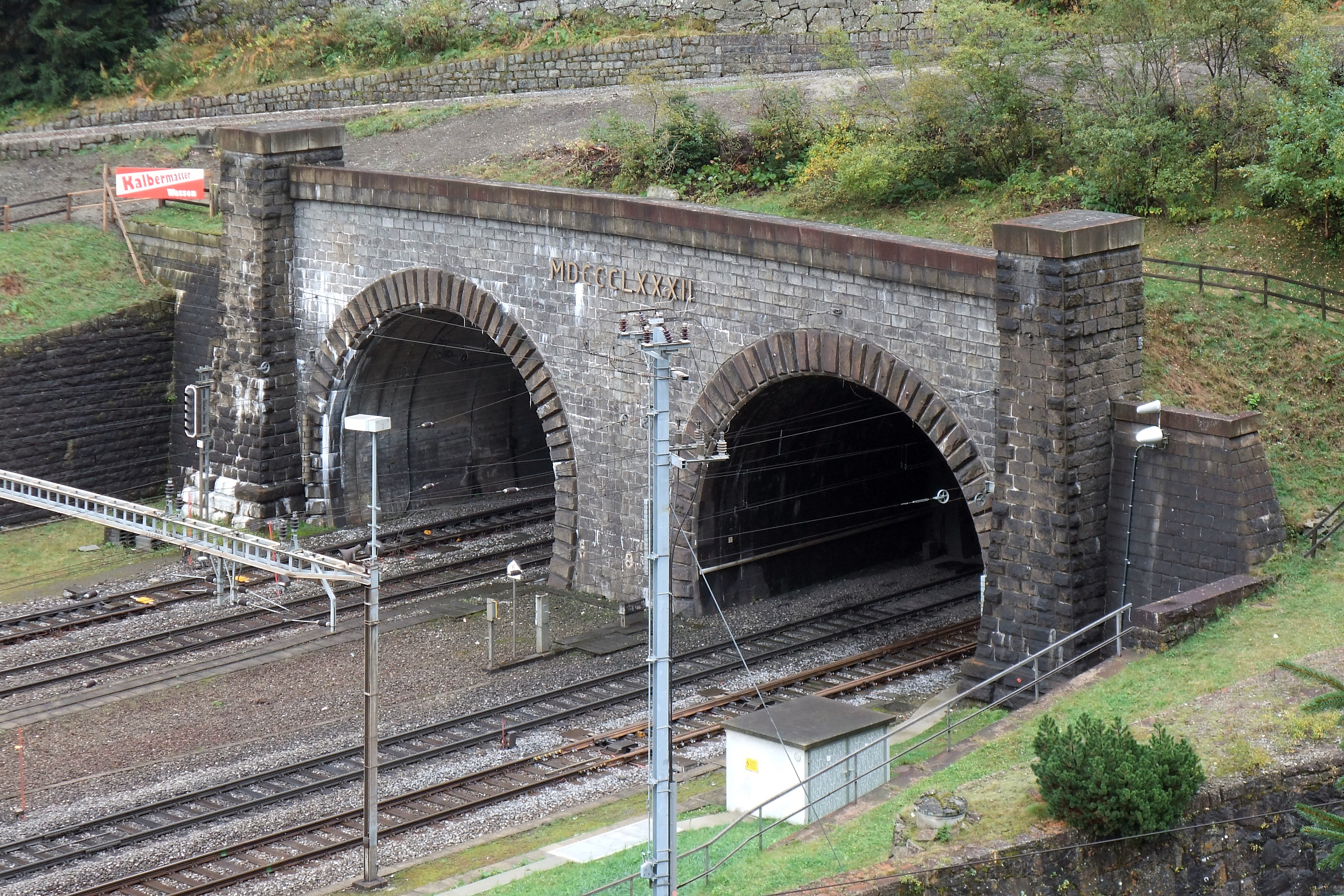
Gotthardský železniční tunel

- Ve Wisconsinském Appletonu byla postavena první vodní elektrárna
- ve Švýcarsku byl zprovozněn 15 km dlouhý Gotthardský tunel
- Britské vojenské jednotky obsadily Egypt
- Srbsko bylo prohlášeno královstvím
- Itálie se přidala k Dvojspolku a tak vznikl Trojspolek
- V Bosně a Hercegovině vypuklo povstání proti rakousko-uherské okupační správě.
- 22. prosince – byl poprvé rozsvícen žárovkami ozdobený vánoční strom
- vinař Donato Bellussi začal používat metodu pěstování vína zvanou později bellussera

### Probíhající události
- 1879–1884 – Druhá tichomořská válka
- 1881–1899 – Mahdího povstání

## Vědy a umění
- 24. března – Robert Koch prokazuje původ tuberkulózy
- 5. listopadu – Na pražském Žofíně poprvé zaznělo souborné provedení Mé vlasti.
- 14. listopadu – V Brně otevřeli nové divadlo Na Hradbách – první plně elektricky osvětlené divadlo na evropském kontinentě.
- 6. prosince – 13:57 – 20:15 UTC – přechod Venuše přes sluneční kotouč, další nastal až v roce 2004
- Thomas Alva Edison patentoval elektrocentrálu

## Knihy
- Jules Verne – Škola robinsonů
- Jules Verne – Zelený paprsek

## Narození
Automatický abecedně řazený seznam viz Kategorie:Narození v roce 1882

### Česko

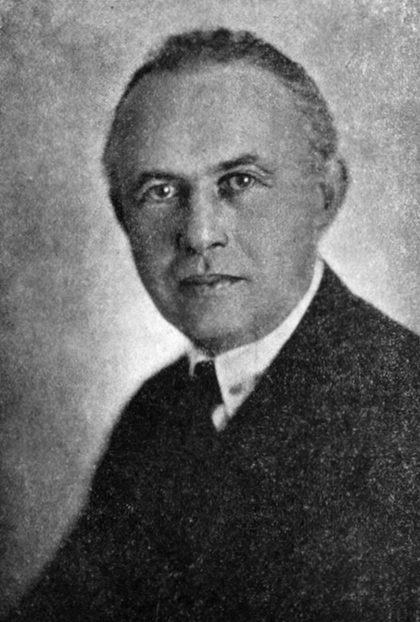
Ivan Olbracht (* 6. leden)

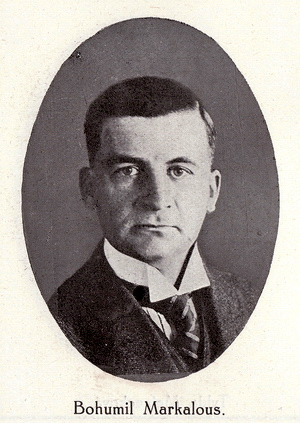
Jaromír John (* 16. duben)

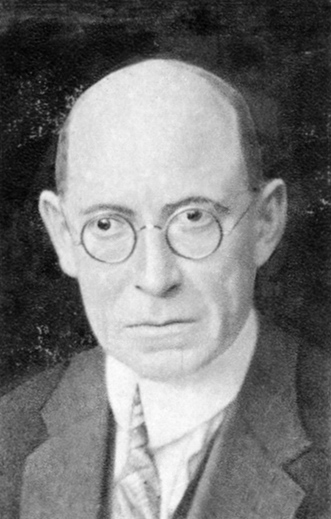
Rudolf Těsnohlídek
(* 7. červen)

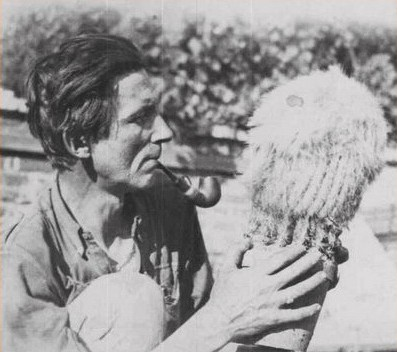
Alberto Vojtěch Frič
(* 8. září)

- 5. ledna – František Němec, sochař († 10. března 1918)
- 6. ledna – Ivan Olbracht, spisovatel († 30. prosince 1952)
- 13. ledna – Karel Hrdina, klasický filolog a překladatel († 28. srpna 1949)
- 27. ledna – Ladislav Lábek, historik a muzeolog († 26. května 1970)
- 1. února
  - Antonín Majer, malíř († 6. prosince 1963)
  - Marie Majerová, spisovatelka a novinářka († 16. ledna 1967)
  - František Schön, akademický malíř († 11. února 1976)
- 5. února – Emanuel Jaroš, hudební skladatel († 12. dubna 1959)
- 10. února – Bedřich Vašek, děkan teologické fakulty v Olomouci († 14. srpna 1959)
- 16. února – Alfred Berger, matematik († 10. března 1942)
- 23. února – Ladislav Vycpálek, hudební skladatel († 9. ledna 1969)
- 3. března – Pavel Ludikar, pěvec († 20. února 1970)
- 5. března – Antonín Boháč, filolog, statistik, politik († 27. prosince 1950)
- 6. března
  - August Bayer, profesor dendrologie, fytopatologie a bakteriologie († 23. února 1942)
  - Karel Pergler, právník, politik a diplomat († 14. srpna 1954)
- 11. března – Romuald Rudolf Perlík, archivář na Strahově a historik církevní hudby († 26. května 1947)
- 12. března – Pavel Janák, architekt († 1. srpna 1956)
- 15. března – Josef Haszpra, umělecký slévač († 21. listopadu 1966)
- 22. března – Mario Korbel, sochař († 31. března 1954)
- 30. března – Bohuslav Vrbenský, stomatolog, novinář, politik, ministr a poslanec († 25. listopadu 1944)
- 3. dubna – Vincenc Lesný, indolog a překladatel († 9. dubna 1953)
- 4. dubna – Emil Filla, kubistický malíř, grafik a sochař († 7. října 1953)
- 11. dubna – Hugo Iltis, česko-americký biolog († 22. června 1952)
- 12. dubna – Antonín Šetela, fotbalista († ?)
- 14. dubna – Harry Palme, sklářský průmyslník, spisovatel, sběratel a archeolog († červen 1955)
- 16. dubna
  - Jaromír John, spisovatel († 24. dubna 1952)
  - Rudolf Jung, politik, významný člen NSDAP († 11. prosince 1945)
- 20. dubna – Josef Václav Najman, ministr železnic a ministr průmyslu, obchodu a živností († 4. prosince 1937)
- 21. dubna – Jaroslav Hýbl, profesor a rektor Českého vysokého učení technického († 14. srpna 1950)
- 26. dubna – Ernst Schollich, politik, starosta Nového Jičína († květen 1945)
- 27. dubna – Jaroslav Benda, malíř († 12. ledna 1970)
- 28. dubna – Rudolf Wels, architekt († 8. března 1944)
- 2. května – Antonín Dědourek, knihař a nakladatel († 11. ledna 1964)
- 4. května – Karel Domin, botanik, rektor Univerzity Karlovy († 10. června 1953)
- 12. května – Václav Chaloupecký, historik († 22. listopadu 1951)
- 5. června – Antonín Procházka, malíř († 9. června 1945)
- 6. června – František Cína Jelínek, malíř († 3. února 1961)
- 7. června – Rudolf Těsnohlídek, spisovatel († 12. ledna 1928)
- 18. června – Antonín Uhlíř, sociolog a politik († 23. listopadu 1957)
- 9. července – Max Horb, malíř († 9. prosince 1907)
- 12. července – Albrecht Dubský z Třebomyslic, šlechtic, velkostatkář a politik († 11. října 1962)
- 15. července – Fráňa Zemínová, politička, představitelka feministického hnutí, vězeň komunistického režimu († 26. září 1962)
- 22. července – Antonín Zmrhal, čs. ministr vnitřního obchodu († 26. listopadu 1954)
- 3. srpna – Vilém Mathesius, jazykovědec a literární historik († 12. dubna 1945)
- 13. srpna – Robert Schälzky, politik, velmistr Řádu německých rytířů († 27. ledna 1948)
- 24. srpna
  - Jaroslav Tuček, šermíř, olympijský medailista († ?)
  - Max Urban, architekt a filmař († 17. července 1959)
- 27. srpna – Jaroslav Křička, hudební skladatel a dirigent († 23. ledna 1969)
- 28. srpna – Ernst Weiss, český, německy píšící lékař, spisovatel a dramatik († 15. června 1940)
- 31. srpna – Josef Fiala, malíř († 11. srpna 1963)
- 8. září – Alberto Vojtěch Frič, etnograf, cestovatel, botanik a spisovatel († 4. prosince 1944)
- 24. září – Rudolf Winternitz, pražský architekt († ? 1944)
- 28. září – Antonín Dostálek, skladatel a klavírista († 9. srpna 1938)
- 2. října – Josef Havlín, politik († 2. prosince 1945)
- 5. října – Otto Peters, malíř († 8. července 1970)
- 7. října – František Linhart, teolog, filozof a překladatel († 18. dubna 1959)
- 17. října – František Hrdina, houslista, kapelník a skladatel († 20. května 1963)
- 25. října – Otýlie Beníšková, herečka († 22. srpna 1967)
- 27. října – Leopold Koubek, geodet a politik († 4. července 1961)
- 30. října – Oldřich Duras, šachista, první český mezinárodní velmistr († 5. ledna 1957)
- 8. listopadu
  - Bohumír Čermák, architekt a uměleckoprůmyslový návrhář († 23. září 1961)
  - Otto Lev Stanovský, kněz, rektor Arcibiskupského semináře v Praze, skladatel († 5. prosince 1945)
- 4. prosince – Franta Sauer, spisovatel († 26. března 1947)
- 12. prosince – Jiří Mahen, básník a novinář († 22. května 1939)
- 19. prosince – Gracian Černušák, zpěvák, sbormistr a hudební historik a publicista († 13. října 1961)
- 21. prosince – Josef Blekta, pedagog a muzejník († 7. listopadu 1960)
- 24. prosince – Jakub Obrovský, sochař, malíř, grafik a spisovatel († 31. března 1949)

### Svět

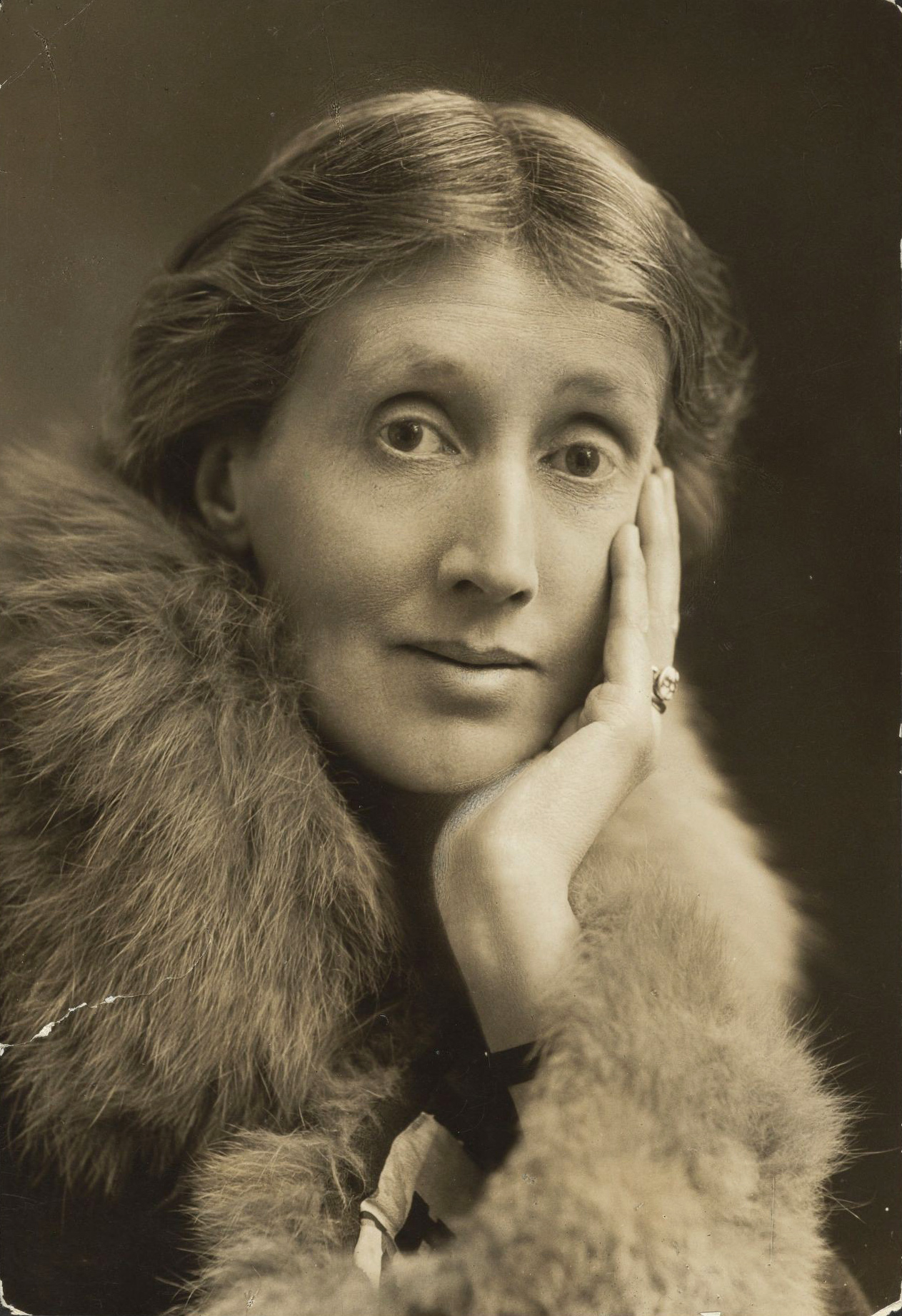
Virginia Woolfová
(* 25. leden)

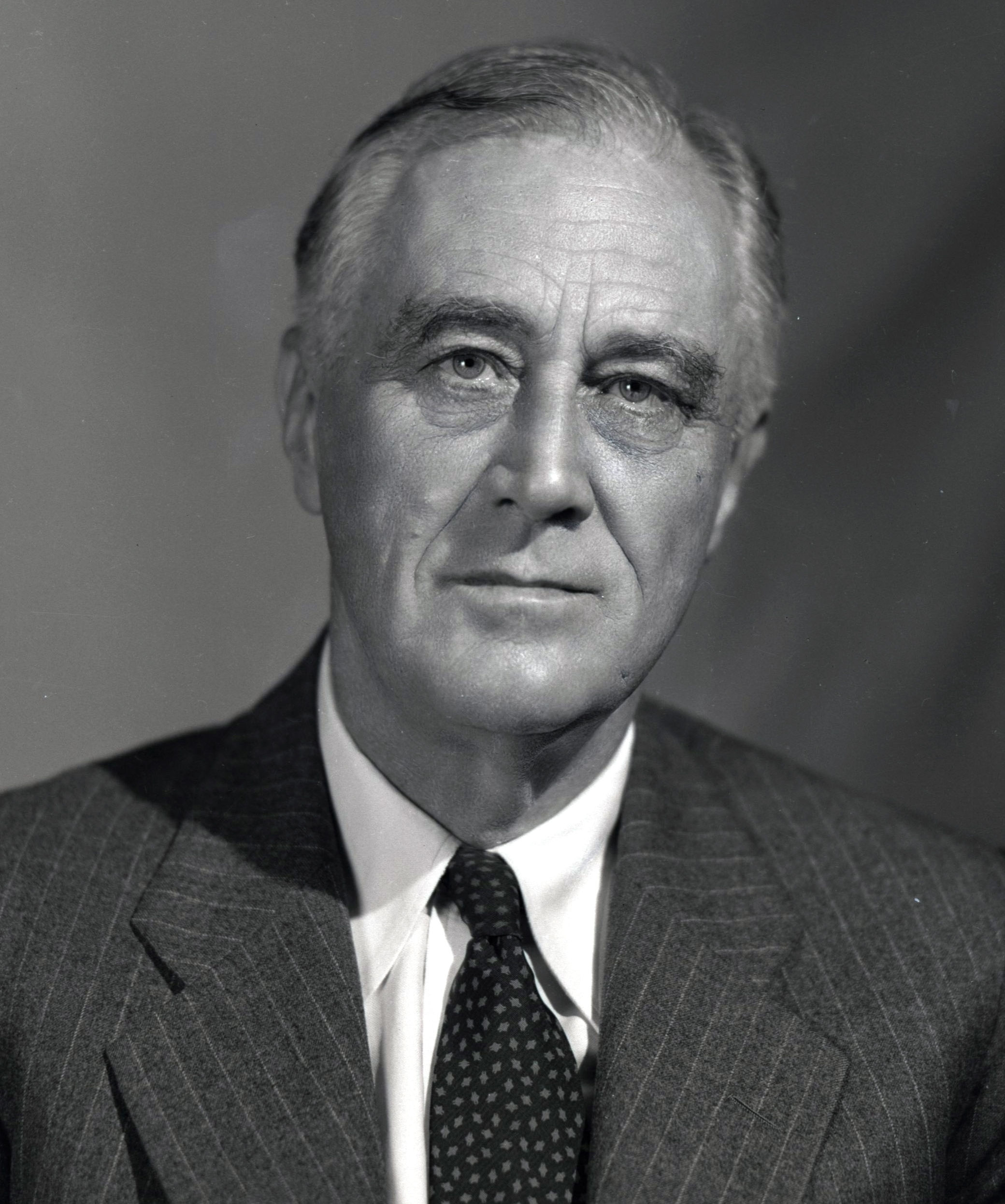
Franklin Delano Roosevelt (* 30. leden)

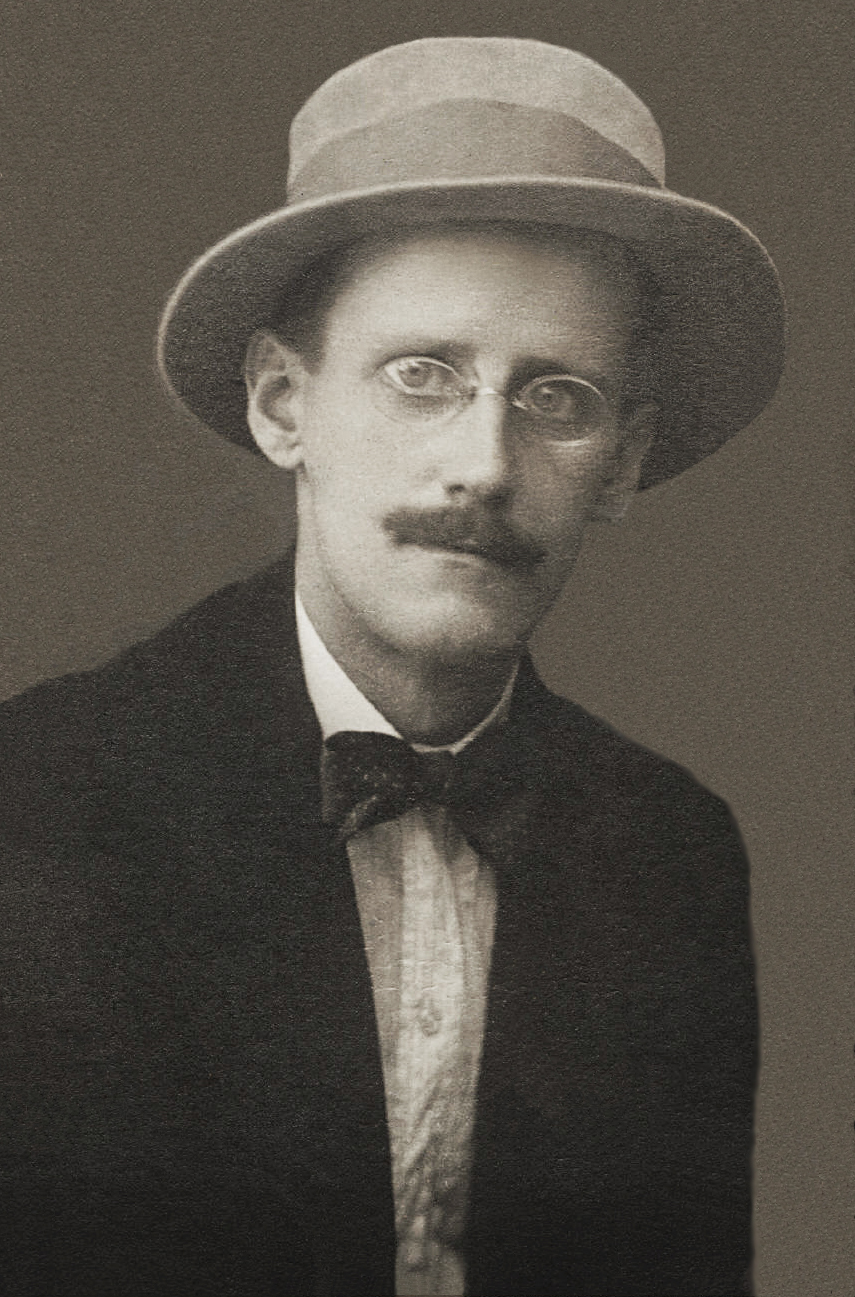
James Joyce (* 2. únor)

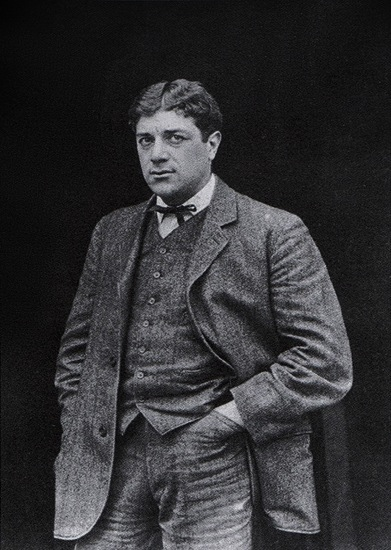
Georges Braque
(* 13. květen)

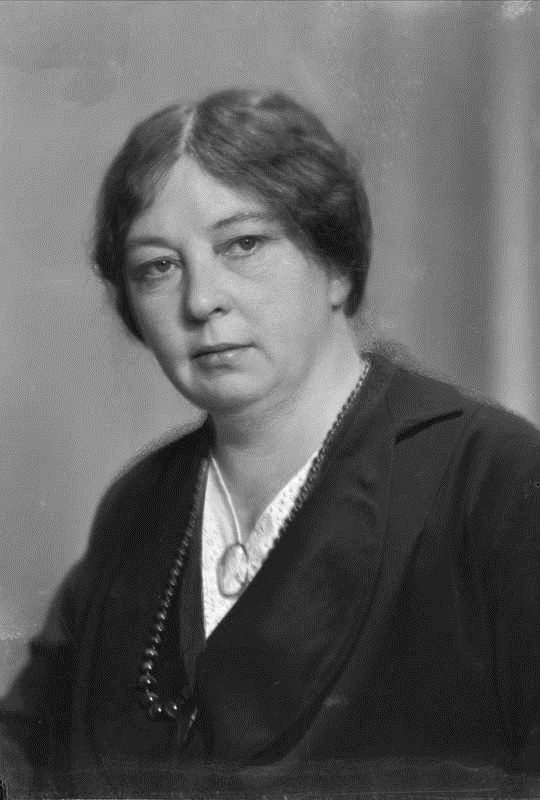
Sigrid Undsetová
(* 20. květen)

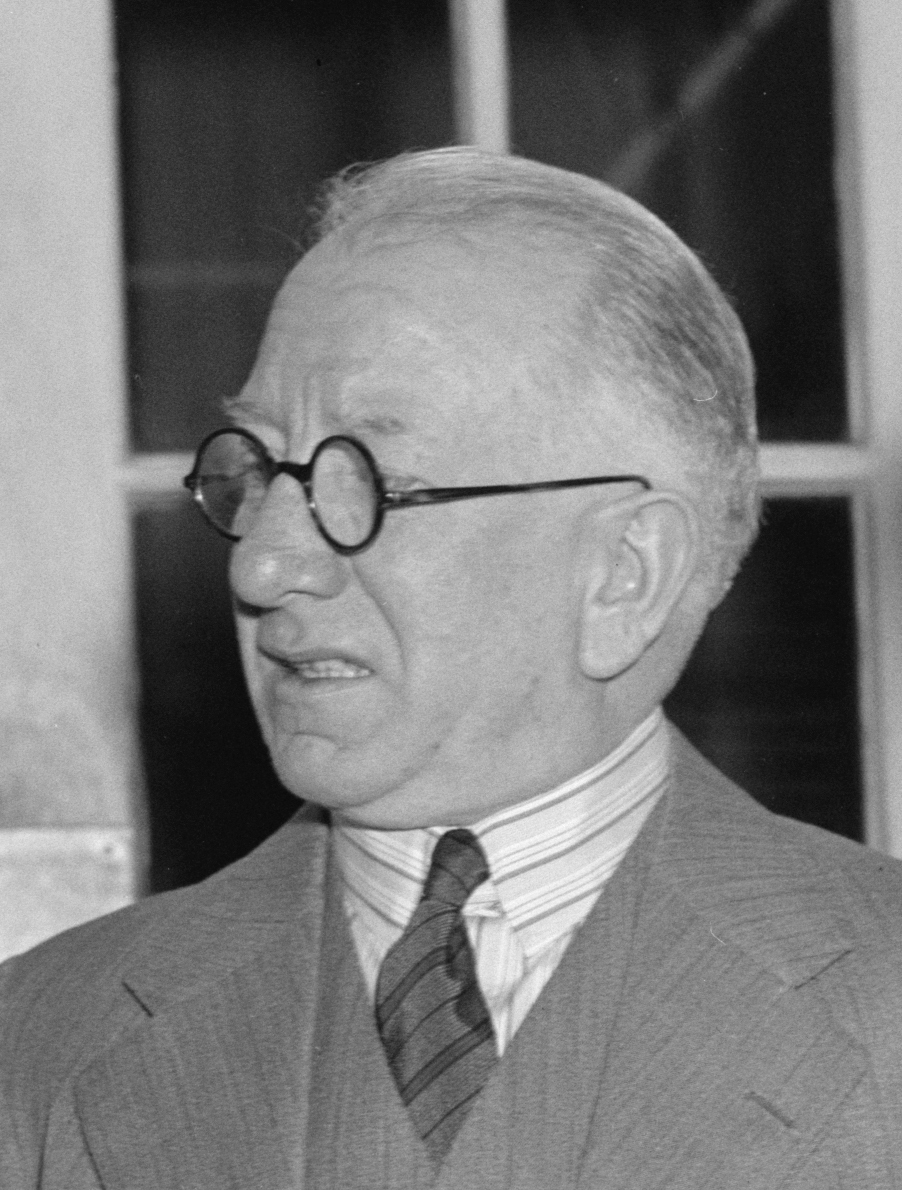
Seán Thomas O'Kelly
(* 25. srpen)

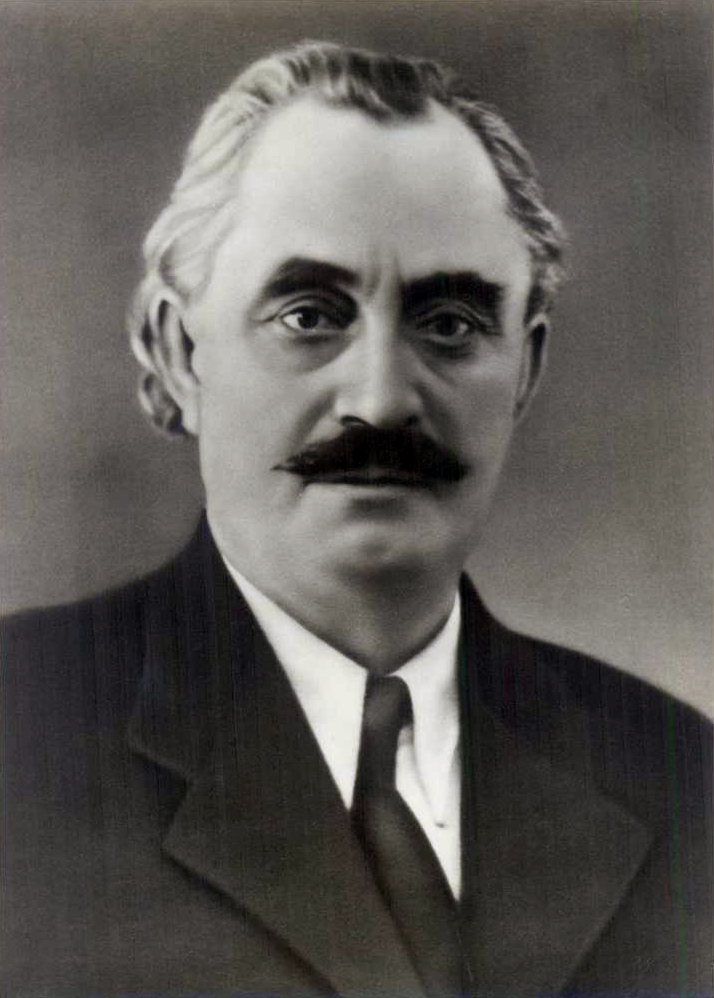
Georgi Dimitrov
(*18. červen)

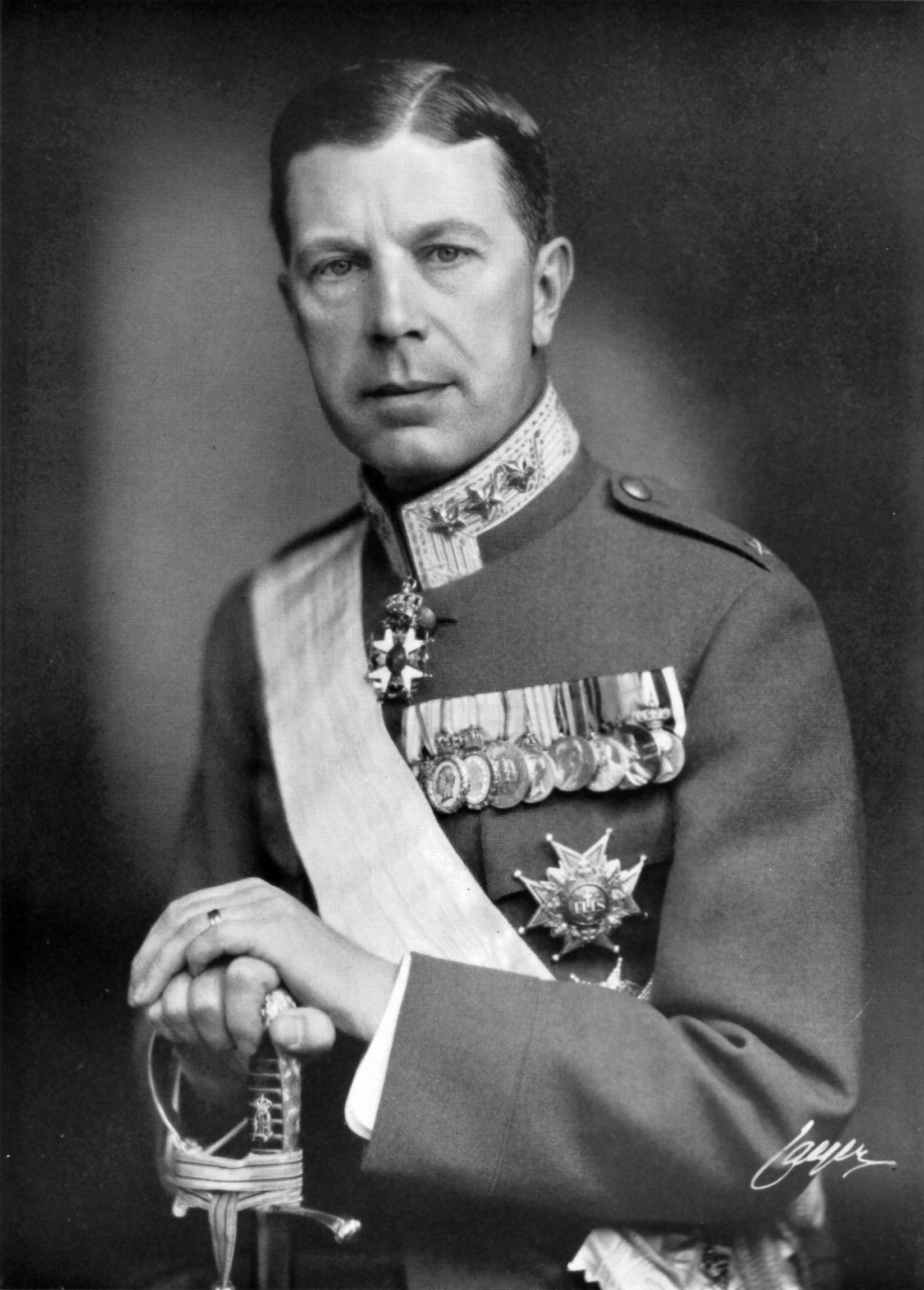
Gustav VI. Adolf
(* 11. listopad)

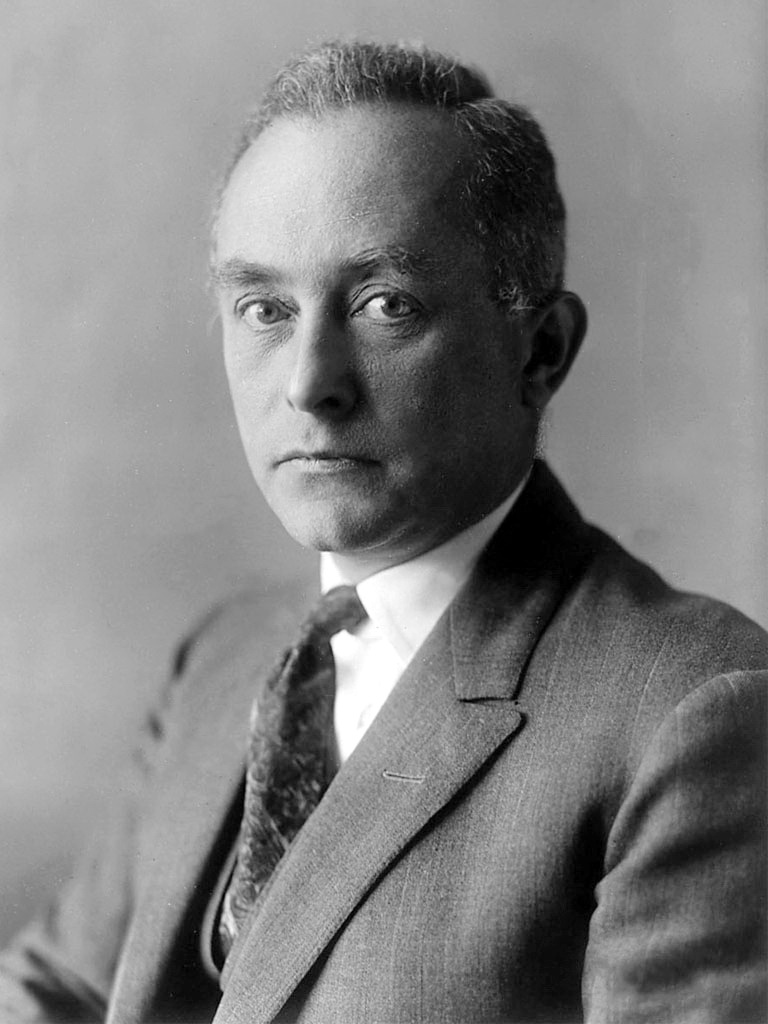
Max Born (* 11. prosinec)

- 6. ledna – Xösäyen Jamaşev, tatarský revolucionář a spisovatel († 13. března 1912)
- 7. ledna – Ernst Gagliardi, švýcarský historik († 22. ledna 1940)
- 13. ledna – Alois Hitler mladší, bratr německého diktátora Adolfa Hitlera († 20. května 1956)
- 14. ledna – Hendrik Willem van Loon, americký novinář a spisovatel († 11. března 1944)
- 15. ledna
  - Margareta z Connaughtu, anglická a švédská princezna († 1. května 1920)
  - Florian Znaniecki, polský sociolog a filozof († 23. března 1958)
- 18. ledna – Alan Alexander Milne, anglický spisovatel a dramatik († 31. ledna 1956)
- 21. ledna
  - Felix Bryk, švédský antropolog, entomolog a spisovatel († 13. ledna 1957)
  - Pavel Florenskij, ruský teolog, filozof, matematik a elektroinženýr († 8. prosince 1937)
- 22. ledna
  - Tadeusz Makowski, polský malíř († 1. listopadu 1932)
  - Louis Pergaud, francouzský spisovatel († 8. dubna 1915)
- 25. ledna
  - Rudolph Grossmann, německý grafik († 28. listopadu 1942)
  - Virginia Woolfová, anglická spisovatelka († 28. března 1941)
- 26. ledna – František Stryjas, polský katolický kněz, mučedník, blahoslavený († 31. července 1944)
- 30. ledna – Franklin Delano Roosevelt, prezident Spojených států amerických († 12. dubna 1945)
- 1. února – Louis Saint-Laurent, premiér Kanady († 25. července 1973)
- 2. února
  - Benjamin Jones, britský cyklista, olympijský vítěz († 20. srpna 1963)
  - James Joyce, irský romanopisec a básník († 13. ledna 1941)
- 5. února – Louis Wagner, francouzský automobilový závodník, průkopník automobilismu i letectví a fotbalista († 13. března 1960)
- 18. února – Petre Dumitrescu, rumunský generál († 15. ledna 1950)
- 20. února – Nicolai Hartmann, německý filozof († 9. října 1950)
- 26. února – Husband Kimmel, admirál amerického vojenského námořnictva († 14. května 1968)
- únor
  - Abdalláh I., jordánský král († 20. července 1951)
  - Johnny Torrio, italsko-americký mafiánský boss († 16. dubna 1957)
- 3. března
  - Elisabeth Abeggová, učitelka a členka německého protinacistického odboje († 8. srpna 1974)
  - Fritz Burger-Mühlfeld, německý malíř († 17. května 1969)
- 14. března – Wacław Sierpiński, polský matematik († 21. října 1969)
- 15. března – James Lightbody, americký běžec na střední tratě, olympijský vítěz († 2. března 1953)
- 18. března – Gian Francesco Malipiero, italský hudební skladatel († 1. srpna 1973)
- 19. března – Aleksander Skrzyński, předseda vlády druhé Polské republiky († 25. září 1931)
- 20. března – René Coty, prezident Francouzské republiky († 22. listopadu 1962)
- 23. března – Emmy Noetherová, německá matematička († 14. dubna 1935)
- 25. března – Kjúsaku Ogino, japonský gynekolog († 1. ledna 1975)
- 30. března – Melanie Kleinová, rakouská psychoanalytička († 22. září 1960)
- 5. dubna – Vilhelm Carlberg, švédský sportovní střelec, trojnásobný olympijský vítěz († 10. října 1970)
- 7. dubna – Kurt von Schleicher, poslední říšský kancléř Výmarské republiky († 30. června 1934)
- 9. dubna
  - Fridrich František IV. Meklenburský, meklenbursko-zvěřínský velkovévoda († 17. listopadu 1945)
  - Bohuslav Klimo, slovenský básník a politik († 11. května 1952)
- 14. dubna – Moritz Schlick, německý fyzik a filozof († 22. června 1936)
- 17. dubna – Artur Schnabel, rakouský klavírista († 15. srpna 1951)
- 18. dubna – Julius Edgar Lilienfeld, rakouský fyzik († 28. srpna 1963)
- 19. dubna – Getúlio Vargas, prezident Brazílie († 24. srpna 1954)
- 21. dubna – Percy Williams Bridgman, americký fyzik a filozof († 20. srpna 1961)
- 24. dubna – Hugh Dowding, velitel britské Royal Air Force († 15. února 1970)
- 1. května – Reginald Ruggles Gates, kanadský antropolog, botanik a genetik († 12. srpna 1962)
- 3. května – Arnold Winkler, rakouský historik († 4. října 1969)
- 6. května – Vilém Pruský, pruský korunní princ († 20. července 1951)
- 13. května – Georges Braque, francouzský malíř a sochař († 31. srpna 1963)
- 15. května – Erwin Janchen, rakouský botanik († 10. července 1970)
- 20. května – Sigrid Undsetová, norská spisovatelka, nositelka Nobelovy cena za literaturu († 10. června 1949)
- 25. května – Ernst von Weizsäcker, německý diplomat, státní tajemník Ministerstva zahraničí za 2. světové války († 4. srpna 1951)
- 29. května – Doris Ulmannová, americká fotografka († 28. srpna 1934)
- 30. května – Wyndham Halswelle, britský olympijský vítěz v běhu na 400 metrů († 31. března 1915)
- 4. června – John Bauer, švédský malíř († 20. listopadu 1918)
- 9. června – Bobby Kerr, kanadský olympijský vítěz v běhu na 200 metrů († 12. května 1963)
- 10. června – Nevile Henderson, velvyslanec Spojeného království v nacistickém Německu († 30. prosince 1942)
- 11. června – Alvin Langdon Coburn, americký fotograf († 23. listopadu 1966)
- 15. června – Ion Antonescu, rumunský generál a politik († 1. června 1946)
- 16. června – Muhammad Mosaddek, íránský předseda vlády († 5. března 1967)
- 17. června
  - Adolf Fridrich VI. Meklenburský, poslední meklenbursko-střelický velkovévoda († 23. února 1918)
  - Igor Fjodorovič Stravinskij, ruský hudební skladatel († 6. dubna 1971)
- 18. června – Georgi Dimitrov, bulharský komunistický politik a revolucionář († 2. července 1949)
- 21. června
  - Ja'akov Ben-Dov, izraelský fotograf a filmař († 7. března 1968)
  - Lluís Companys, španělský politik, prezident katalánské samosprávy († 15. října 1940)
- 26. června – Oskar Lüthy, švýcarský malíř († 1. října 1945)
- 2. července – Marie Bonapartová, francouzská spisovatelka a psychoanalytička († 21. září 1962)
- 7. července
  - Zdzisław Jachimecki, polský hudební historik a skladatel († 27. října 1953)
  - Janka Kupala, běloruský spisovatel († 28. června 1942)
- 11. července – Leonard Nelson, německý matematik a profesor filozofie († 29. října 1927)
- 12. července – Charles Voisin, francouzský průkopník letectví († 26. září 1912)
- 15. července – Simon Ter-Petrosjan, gruzínský bolševik († 14. července 1922)
- 22. července – Edward Hopper, americký malíř († 15. května 1967)
- 27. července – Eduard Spranger, německý psycholog († 17. září 1963)
- 31. července – Itamar Ben Avi, novinář a sionistický aktivista († 8. dubna 1943)
- 3. srpna – Alojz Gradnik, slovinský básník, soudce a překladatel († 14. července 1967)
- 7. srpna – Francis Balodis, lotyšský archeolog a egyptolog († 8. srpna 1947)
- 11. srpna
  - Kimon Georgiev, bulharský předseda vlády († 28. září 1969)
  - Rodolfo Graziani, italský generál a ministr války republiky Saló († 11. ledna 1955)
- 21. srpna – Franz Kruckenberg, německý železniční konstruktér († 19. června 1965)
- 25. srpna – Seán Thomas O'Kelly, prezident Irska († 23. listopadu 1966)
- 26. srpna – James Franck, německý nositel Nobelovy ceny za fyziku († 21. května 1964)
- 29. srpna – Alexandre Koyré, historik a filozof ruského původu († 28. dubna 1964)
- 11. září – Boris Stěpanovič Žitkov, ruský sovětský spisovatel († 19. října 1938)
- 15. září – Otto Eduard Weddigen, ponorkový velitel císařského Německa († 18. března 1915)
- 30. září – Johannes Wilhelm Geiger, německý fyzik († 24. září 1945)
- 2. října – Boris Michajlovič Šapošnikov, sovětský vojenský teoretik, náčelník generálního štábu Rudé armády († 26. března 1945)
- 3. října – Karol Szymanowski, polský hudební skladatel († 27. července 1937)
- 5. října – Robert Goddard, americký konstruktér raket († 10. srpna 1945)
- 10. října
  - Natálie Konstantinovićová, princezna Černé Hory († 21. srpna 1950)
  - Behice Hanımefendi, dvanáctá manželka osmanského sultána Abulhamida II. († 22. října 1969)
- 14. října – Éamon de Valera, irský prezident († 29. srpna 1975)
- 16. října – Xawery Czernicki, polský admirál zavražděný v Katyni († 1940)
- 18. října – Lucien Petit-Breton, francouzský cyklista († 20. prosince 1917)
- 19. října
  - Umberto Boccioni, italský malíř a sochař († 17. srpna 1916)
  - Tapa Čermojev, první a poslední ministerský předseda Horské republiky v severním Kavkazu († 28. srpna 1937)
- 20. října – Béla Lugosi, maďarský herec († 16. srpna 1956)
- 22. října
  - Adolf Abramovič Joffe, ruský revolucionář, sovětský politik a diplomat († 17. listopadu 1927)
  - Wilhelm Keitel, německý polní maršál, válečný zločinec († 16. října 1946)
- 24. října
  - Paul Günther, německý skokan do vody, olympijský vítěz († 1945)
  - Emmerich Kálmán, maďarský operetní skladatel († 30. října 1953)
- 29. října – Jean Giraudoux, francouzský spisovatel, dramatik a diplomat († 31. ledna 1944)
- 30. října
  - William F. Halsey, americký admirál († 20. srpna 1959)
  - Günther von Kluge, polní maršál nacistického Německa († 19. srpna 1944)
- 3. listopadu
  - Jakub Kolas, běloruský spisovatel († 13. srpna 1956)
  - George Mehnert, americký zápasník, olympijský vítěz († 8. července 1948)
- 11. listopadu – Gustav VI. Adolf, král švédský († 15. září 1973)
- 18. listopadu
  - Jozef Leo Cardijn, belgický kardinál († 25. července 1967)
  - Jacques Maritain, francouzský katolický filozof († 28. dubna 1973)
- 19. listopadu – Izz ad-Dín al-Kassám, arabský nacionalista a terorista († 20. listopadu 1935)
- 21. listopadu – Paul Niehans, švýcarský lékař († 1. září 1971)
- 23. listopadu – John Rabe, předseda výboru Nankingské bezpečné zóny († 5. ledna 1950)
- 24. listopadu – Eric Rücker Eddison, anglický spisovatel († 18. srpna 1945)
- 29. listopadu – Henri Fabre, francouzský průkopník letectví († 30. června 1984)
- 8. prosince – Manuel María Ponce, mexický skladatel a klavírista († 24. dubna 1948)
- 10. prosince – Otto Neurath, rakouský filozof, sociolog a ekonom († 22. prosince 1945)
- 11. prosince
  - Max Born, německý matematik a fyzik, nositel Nobelovy cenu za fyziku († 5. ledna 1970)
  - Fiorello H. La Guardia, starosta New Yorku († 20. září 1947)
- 12. prosince – Akiba Rubinstein, polský šachový velmistr († 15. března 1961)
- 16. prosince – Zoltán Kodály, maďarský hudební skladatel († 6. března 1967)
- 18. prosince – Samuel Zoch, slovenský kněz, spisovatel a politik († 4. ledna 1928)
- 19. prosince – Bronisław Huberman, polský houslista († 15. června 1947)
- 28. prosince – Arthur Eddington, britský astrofyzik († 22. listopadu 1944)
- ? – Šlomo Lavi, izraelský politik († 23. července 1963)
- ? – Naciye Hanım, manželka osmanského sultána Abdulhamida II. († 4. prosince 1923)

## Úmrtí
Automatický abecedně řazený seznam existujících biografií viz Kategorie:Úmrtí v roce 1882

### Česko

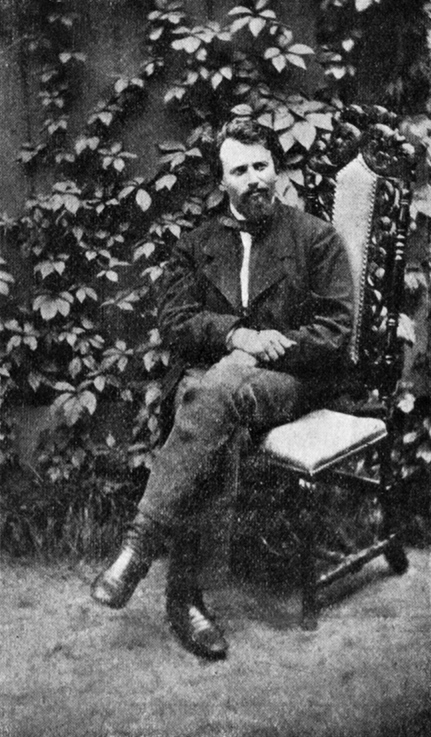
Emanuel Purkyně († 23. květen; botanik)

- 14. ledna – Karel Nöttig, 7. brněnský sídelní biskup (* 23. prosince 1806)
- 21. ledna – Antonín Emil Titl, kapelník a hudební skladatel (* 2. října 1809)
- 03. února – Alfred Waldau, německy mluvící právník, spisovatel, překladatel z češtiny do němčiny (* 24. listopadu 1837)
- 07. února – Josef Ehrenberger, kněz a spisovatel (* 22. července 1815)
- 10. února – Ferdinand Voith, státní úředník a politik (* 1812)
- 01. března – Antonín Buchtel, skladatel a sběratel hudebních nástrojů (* 4. května 1804)
- 03. března – Wilhelm Woratschka, poslanec Českého zemského sněmu (* 1838)
- 17. března – František Matouš Klácel, básník, novinář a filozof (* 7. dubna 1808)
- 18. března – Marie Čacká, spisovatelka (* 9. března 1811)
- 23. března – Alois Vojtěch Šembera, jazykovědec a literární historik (* 21. března 1807)
- 01. května – Emanuel Tuschner, politik, starosta Plzně (* 24. prosince 1828)
- 23. května – Emanuel Purkyně, botanik a meteorolog (* 17. prosince 1831)
- 06. června – František Mnohoslav Vrána, básník a folklorista (* 5. prosince 1853)
- 28. června – František Čupr, filozof, pedagog a politik (* 11. dubna 1821)
- 18. července – Šebestián Kubínek, písmák, kazatel a šiřitel knih (* 1. ledna 1799)
- 23. července – Josef Věnceslav Soukup, učitel, hudební skladatel, malíř a odborný publicista (* 10. února 1819)
- 17. srpna – Václav Bolemír Nebeský, básník (* 18. srpna 1818)
- 24. října – Karl Egon Ebert, pražský německý básník, spisovatel a novinář (* 5. června 1801)
- 15. prosince – Anna Dvořáková, matka skladatele Antonína Dvořáka (* 7. února 1820)
- 25. prosince – Josef František Doubek, podnikatel a politik (* 29. května 1807)

### Svět

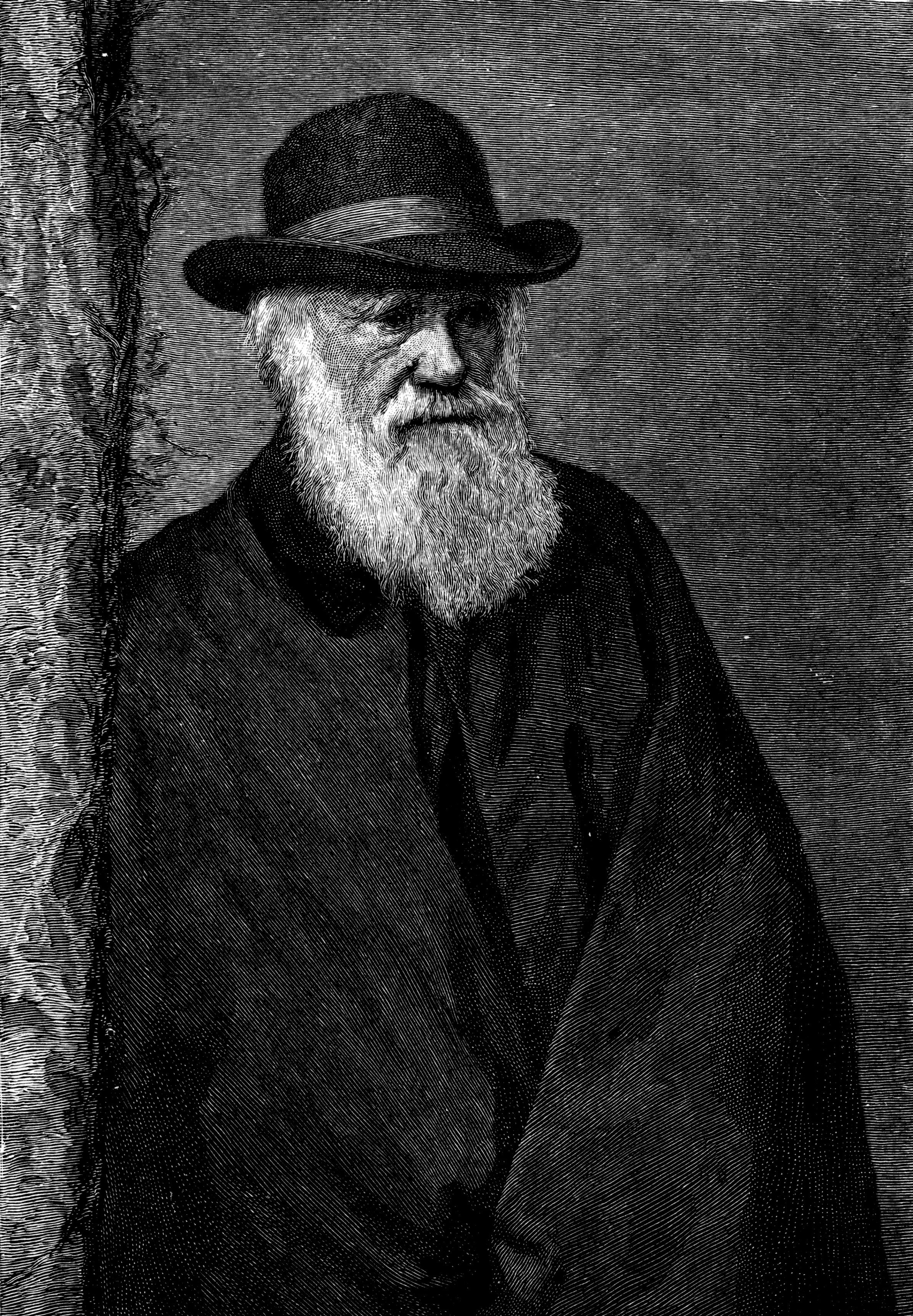
Charles Darwin († 19. duben)

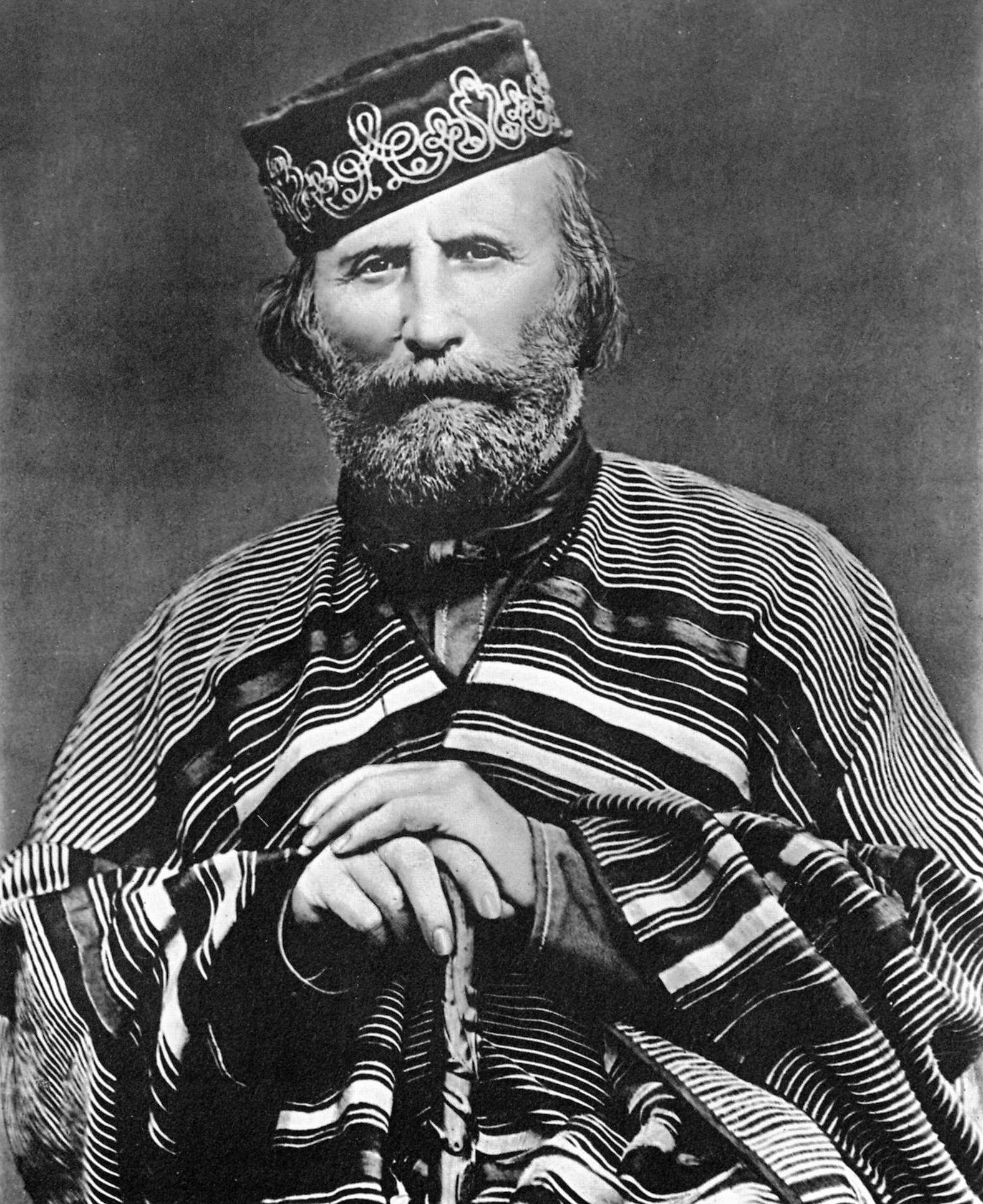
Giuseppe Garibaldi († 2. červen)

- 6. ledna – Richard Henry Dana, Jr., americký právník, politik a spisovatel (* 1. srpna 1815)
- 23. ledna – Karl Maria Kertbeny, maďarský spisovatel cestopisů, pamětí a literatury faktu (* 28. února 1824)
- 4. ledna – John William Draper, americký přírodovědec a historik (* 5. května 1811)
- 7. ledna – Ignacy Łukasiewicz, polský lékárník, chemik a vynálezce (* 8. března 1822)
- 11. ledna – Theodor Schwann, německý vědec (* 7. prosince 1810)
- 13. ledna
  - Szymon Syrski, polský přírodovědec (* 24. října 1829)
  - Samuel Boden, anglický šachový mistr a novinář (* 4. dubna 1826)
- 14. ledna – Timothy H. O'Sullivan, americký fotograf (* 1840)
- 13. února – Auguste Barbier, francouzský básník (* 29. dubna 1805)
- 22. února – Alexander Friedmann, rakouský podnikatel a politik (* 8. května 1838)
- 4. března – Louis Alphons Poitevin, francouzský fotograf a vynálezce (* 30. srpna 1819)
- 12. března – Thomas Martin Easterly, americký fotograf (* 3. října 1809)
- 19. března – Carl Robert Jakobson, estonský národní buditel, spisovatel a novinář (* 26. července 1841)
- 24. března
  - Bertall, francouzský karikaturista a fotograf (* 18. prosince 1820)
  - Henry Wadsworth Longfellow, americký básník (* 27. února 1807)
- 26. března – Thomas Hill Green, anglický filozof (* 7. dubna 1836)
- 27. března – Jørgen Engebretsen Moe, norský foklorista, biskup a básník (* 22. dubna 1813)
- 11. dubna – Joaquim Manuel de Macedo, brazilský spisovatel a politik (* 24. června 1820)
- 3. dubna – Jesse James, americký zločinec (* 5. září 1847)
- 5. dubna – Pierre Guillaume Frédéric le Play, francouzský ekonom a sociolog (* 11. dubna 1806)
- 9. dubna – Dante Gabriel Rossetti, anglický básník a malíř italského původu, člen společnosti prerafaelitů (* 12. května 1828)
- 13. dubna – Bruno Bauer, německý teolog, filozof a historik (* 6. září 1809)
- 15. dubna – Henri Giffard, francouzský konstruktér první řiditelné vzducholodi (* 8. února 1825)
- 19. dubna – Charles Darwin, anglický přírodovědec (* 12. února 1809)
- 27. dubna
  - Josef Kalchegger von Kalchberg, ministr obchodu Rakouského císařství (* 27. března 1801)
  - Ralph Waldo Emerson, americký myslitel, esejista, aforista a básník (* 25. května 1803)
- 29. dubna – John Nelson Darby, angloirský biblista a evangelista (* 18. listopadu 1800)
- 30. dubna – Marie Waldecko-Pyrmontská, princezna württemberská (* 23. května 1857)
- 6. května – Frederick Charles Cavendish, britský politik a šlechtic (* 30. listopadu 1836)
- 30. května – Carlo Naya, italský fotograf (* 2. srpna 1816)
- 31. května – Adolphe Hercule de Graslin, francouzský entomolog (* 11. dubna 1802)
- 2. června – Giuseppe Garibaldi, italský národní hrdina, generál (* 4. července 1807)
- 10. června – Vasilij Perov, ruský malíř (* 2. ledna 1834)
- 26. června – Pietro Boyesen, dánský portrétní fotograf (* 20. května 1819)
- 30. června – Alberto Henschel, německo-brazilský fotograf (* 13. června 1827)
- 16. července – Mary Toddová Lincolnová, manželka 16. prezidenta USA Abrahama Lincolna (* 13. prosince 1818)
- 1. srpna – Marie-Félix Blanc, francouzská princezna (* 22. prosince 1859)
- 6. srpna – Johann Friedrich Gabriel Poppel, německý malíř a rytec (* 14. května 1807)
- 13. srpna – William Stanley Jevons, britský ekonom (* 1. září 1835)
- 24. srpna – John Dillwyn Llewelyn, britský botanik a fotograf (* 12. ledna 1810)
- 25. srpna – Friedrich Reinhold Kreutzwald, estonský spisovatel (* 26. prosince 1803)
- 8. září – Joseph Liouville, francouzský matematik (* 24. března 1809)
- 23. září – Friedrich Woehler, německý chemik (* 31. července 1800)
- 29. září – Marie Pia Neapolsko-Sicilská, sicilská princezna a parmská vévodkyně (* 2. srpna 1849)
- 12. října – Bernhard Grueber, německý architekt, první profesor architektury na AVU v Praze a historik umění (* 27. března 1807)
- 13. října – Arthur de Gobineau, francouzský spisovatel, rasista (* 14. července 1816)
- 22. října – János Arany, maďarský básník, literární teoretik a překladatel (* 2. března 1817)
- 20. listopadu – Henry Draper, americký fyzik a astronom (* 7. března 1837)
- 3. prosince – Sergej Něčajev, ruský revolucionář a anarchista (* 2. října 1847)
- 6. prosince
  - Anthony Trollope, anglický romanopisec (* 24. dubna 1815)
  - Louis Blanc, francouzský politik a historik (* 29. října 1811)
- 10. prosince – Alexandr Gardner, skotský a americký fotograf (* 17. října 1821)
- 21. prosince – Francesco Hayez, milánský malíř (* 10. února 1791)
- 24. prosince – Johann Benedict Listing, německý matematik (* 25. července 1808)
- 26. prosince – Henri Le Secq, francouzský malíř a fotograf (* 18. srpna 1818)
- 31. prosince – Léon Gambetta, francouzský ministr a předseda vlády (* 3. dubna 1878)
- ? – Wilhelm Lundberg, finský fotograf (* 1842)
- ? – Lozang Paldän Čhökji, osmý tibetský pančhenlama (* 1855)

## Hlavy států
- České království – František Josef I. (1848–1916)
- Papež – Lev XIII. (1878–1903)
- Království Velké Británie – Viktorie (1837–1901)
- Francie – Jules Grévy (1879–1887)
- Uherské království – František Josef I. (1848–1916)
- Rakouské císařství – František Josef I. (1848–1916)
- Rusko – Alexandr III. (1881–1894)
- Prusko – Vilém I. (1861–1888)
- Dánsko – Kristián IX. (1863–1906)
- Švédsko – Oskar II. (1872–1907)
- Belgie – Leopold II. Belgický (1865–1909)
- Nizozemsko – Vilém III. Nizozemský (1849–1890)
- Řecko – Jiří I. Řecký (1863–1913)
- Španělsko – Alfons XII. (1875–1885)
- Portugalsko – Ludvík I. Portugalský (1861–1889)
- Itálie – Umberto I. (1878–1900)
- Rumunsko – Karel I. Rumunský (1866–1881 kníže, 1881–1914 král)
- Bulharsko – Alexandr I. Bulharský (1879–1886)
- Osmanská říše – Abdulhamid II. (1876–1909)
- USA – Chester A. Arthur (1881–1885)
- Japonsko – Meidži (1867–1912)